# Sphaeromyxa gasterostei
Sphaeromyxa gasterostei is een microscopische parasiet uit de familie Sphaeromyxidae. Sphaeromyxa gasterostei werd in 1916 beschreven door Georgévitch. 